# Крутиха (Шадринский район)
Крутиха — деревня в Шадринском районе Курганской области. Входит в состав Сосновского сельсовета.

## История
В 1966 г. Указом Президиума ВС РСФСР деревня усадьбы совхоза «Восход» переименована в Крутиха'.

## Население
| 1989 | 2002 | 2010 |
| ---- | ---- | ---- |
| 265  | ↘134 | ↘68  |